# Arco de Baúlhe
Arco de Baúlhe é uma vila portuguesa do Município de Cabeceiras de Basto e do Distrito de Braga que foi sede da extinta Freguesia de Arco de Baúlhe, freguesia que tinha 4,49 km² de área, 1 669 habitantes (2011) e, por isso, uma densidade populacional de 371,7 hab/km².
Em 2013, no âmbito de uma reforma administrativa nacional, a Freguesia de Arco de Baúlhe foi agregada à Freguesia de Vila Nune para formar uma nova freguesia denominada União das Freguesias de Arco de Baúlhe e Vila Nune.
A povoação de Arco de Baúlhe foi elevada à categoria de vila em 1991-08-16.
A antiga Freguesia de Arco de Baúlhe tinha 63 ruas, sendo uma das mais conhecidas a Avenida Capitão Elísio de Azevedo. Existem também a Rua 5 de Outubro, a Rua do Seixo, a Rua da Estação e entre outras.

## Festa em Honra de Nossa Senhora dos Remédios
A capela da nossa Senhora dos Remédios foi restaurada no ano 2000 e em 2013 a área da mesma foi requalificada. A capela foi elevada a santuário, no dia 27 de setembro de 2023, por decreto de José Cordeiro, arcebispo primaz da Arquidiocese de Braga. 
A festa de Nossa Senhora dos Remédios decorre no primeiro fim de semana de Setembro, em que tem como um dos pontos altos a procissão da Nossa senhora dos Remédios com andores e figurantes. 
Esta romaria é anunciada um mês antes com a Erguida do Pau da Bandeira, em que todos são convidados a vestir os trajes tradicionais, num cortejo que percorre as ruas de Arco de Baúlhe e onde se levam oferendas para leiloar acompanhadas de concertinas e carros de bois, levando a haste de madeira de vários metros com a bandeira bicolor (amarelo e azul) no seu topo. No fim do trajeto o pau é erguido por vários homens no lugar da Serra, com o auxílio das cordas e é oficialmente proclamada a festa em Honra da Nossa Senhora dos Remédios.

## População
| População da freguesia de Arco de Baúlhe (1864 – 2011) | População da freguesia de Arco de Baúlhe (1864 – 2011) | População da freguesia de Arco de Baúlhe (1864 – 2011) | População da freguesia de Arco de Baúlhe (1864 – 2011) | População da freguesia de Arco de Baúlhe (1864 – 2011) | População da freguesia de Arco de Baúlhe (1864 – 2011) | População da freguesia de Arco de Baúlhe (1864 – 2011) | População da freguesia de Arco de Baúlhe (1864 – 2011) | População da freguesia de Arco de Baúlhe (1864 – 2011) | População da freguesia de Arco de Baúlhe (1864 – 2011) | População da freguesia de Arco de Baúlhe (1864 – 2011) | População da freguesia de Arco de Baúlhe (1864 – 2011) | População da freguesia de Arco de Baúlhe (1864 – 2011) | População da freguesia de Arco de Baúlhe (1864 – 2011) | População da freguesia de Arco de Baúlhe (1864 – 2011) |
| ------------------------------------------------------ | ------------------------------------------------------ | ------------------------------------------------------ | ------------------------------------------------------ | ------------------------------------------------------ | ------------------------------------------------------ | ------------------------------------------------------ | ------------------------------------------------------ | ------------------------------------------------------ | ------------------------------------------------------ | ------------------------------------------------------ | ------------------------------------------------------ | ------------------------------------------------------ | ------------------------------------------------------ | ------------------------------------------------------ |
| 1864                                                   | 1878                                                   | 1890                                                   | 1900                                                   | 1911                                                   | 1920                                                   | 1930                                                   | 1940                                                   | 1950                                                   | 1960                                                   | 1970                                                   | 1981                                                   | 1991                                                   | 2001                                                   | 2011                                                   |
| 955                                                    | 1 025                                                  | 1 065                                                  | 1 099                                                  | 1 261                                                  | 1 029                                                  | 1 150                                                  | 1 338                                                  | 1 537                                                  | 1 477                                                  | 1 476                                                  | 1 707                                                  | 1 413                                                  | 1 808                                                  | 1 669                                                  |

## Património
- Ponte do Arco de Baúlhe
- Museu Ferroviário de Arco de Baúlhe